# Нестеров Андрій Володимирович
Андрі́й Володи́мирович Не́стеров — сержант Збройних сил України.
Військовослужбовець частини, що розташовується в Житомирі.

## Нагороди
19 липня 2014 року — за особисту мужність і героїзм, виявлені у захисті державного суверенітету та територіальної цілісності України, вірність військовій присязі під час російсько-української війни, відзначений — нагороджений орденом «За мужність» III ступеня.